# Конвей (Айова)
Конвей (англ. Conway) — місто (англ. city) в США, в окрузі Тейлор штату Айова. Населення — 17 осіб (2020).

## Географія
Конвей розташований за координатами 40°44′57″ пн. ш. 94°37′10″ зх. д. / 40.74917° пн. ш. 94.61944° зх. д. (40.749048, -94.619349).  За даними Бюро перепису населення США в 2010 році місто мало площу 0,57 км², з яких 0,57 км² — суходіл та 0,00 км² — водойми.

## Демографія
Згідно з переписом 2010 року, у місті мешкала 41 особа в 16 домогосподарствах у складі 9 родин. Густота населення становила 71 особа/км².  Було 24 помешкання (42/км²).
Расовий склад населення:
| - 100,0 % — білих |

До двох чи більше рас належало 0,0 %. Частка іспаномовних становила 0,0 % від усіх жителів.
За віковим діапазоном населення розподілялося таким чином: 24,4 % — особи молодші 18 років, 53,6 % — особи у віці 18—64 років, 22,0 % — особи у віці 65 років та старші. Медіана віку мешканця становила 39,5 року. На 100 осіб жіночої статі у місті припадало 127,8 чоловіків;  на 100 жінок у віці від 18 років та старших — 121,4 чоловіків також старших 18 років.
Середній дохід на одне домашнє господарство  становив 38 375 доларів США (медіана — 35 625), а середній дохід на одну сім'ю — 33 483 долари (медіана — 27 500). 
Цивільне працевлаштоване населення становило 4 особи. Основні галузі зайнятості: освіта, охорона здоров'я та соціальна допомога — 75,0 %, виробництво — 25,0 %.